# 띠 (식물)
띠는 한국을 비롯한 동아시아의 온대지방에 분포하는 여러해살이풀로 ‘삐비’, ‘삘기’라고도 한다.

## 생태
높이는 30~80cm이고, 뿌리줄기는 백색으로 가늘고 길며 마디에 털이 있다. 잎은 모여나고 길이 20~50cm, 너비 7~12mm로 좁고 길며, 가장자리가 거칠거칠하다. 잎집에는 털이 없고 잎혀는 짧다. 꽃은 5월에 흑자색으로 피는데 꽃이삭이 잎보다 먼저 나오고, 원추꽃차례를 이룬다. 꽃차례는 길이 10-20cm로 흰색 털이 있으며, 원줄기에서 1~2회 갈라지고, 각 마디에 2개의 작은 이삭이 달린다. 작은 이삭은 길이 3.5~4.5mm의 타원형이고, 밑부분에 은백색 털이 많다. 갈색의 수술은 2개이고, 암술머리는 2개로 갈라져 길게 나오며 흑자색이다.

## 쓰임새
어린 꽃이삭은 날것으로 먹으며, 뿌리줄기는 한방에서 이뇨·신장염·부종·고혈압·구토·월경불순·지혈·황달 등의 약재로 쓴다.